# Abdullah the Butcher
Pour les articles homonymes, voir Butcher.
Lawrence Robert Shreve (né le 11 janvier 1941 à Windsor, Ontario) plus connu sous le nom de Abdullah The Butcher, est un catcheur (lutteur professionnel) canadien. Il est principalement connu pour son travail à l'All Japan Pro Wrestling où il popularise le catch hardcore au Japon. En 2011, il est intronisé au Hall of Fame de la World Wrestling Entertainment.

## Jeunesse
Shreve a grandi à Windsor en Ontario dans une famille pauvre de dix personnes. Il pratique le karaté et le judo.

## Carrière de catcheur
À 17 ans, Shreve attire l'attention du promoteur de catch Jack Britton qui lui propose de travailler dans sa petite fédération à Montréal.

## Palmarès
- All Japan Pro Wrestling

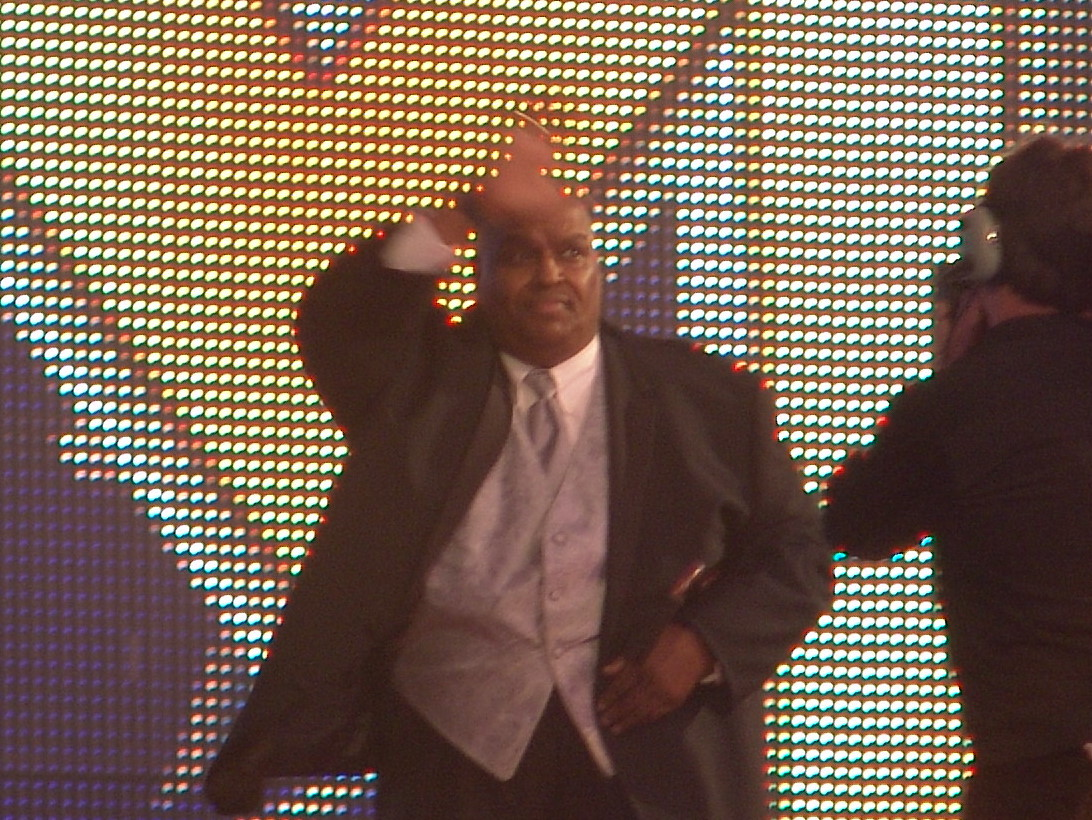
Abdullah the Butcher lors de WrestleMania XXVII à la cérémonie des Hall of Fame

  - NWA International Tag Team Championship (1 fois) - avec Ray Candy[4]
  - NWA United National Championship (1 fois)[5]
  - PWF United States Heavyweight Championship (1 fois)[6]
  - PWF World Heavyweight Championship (1 fois)[7]
  - Champion's Carnival (1976, 1979)[8],[9]
  - January 4th Korakuen Hall Heavyweight Battle Royal Winner (2008)[10]
- Big Japan Pro Wrestling
  - BJW Deathmatch Heavyweight Championship (1 fois)[11]
- Central States Wrestling
  - NWA Central States Tag Team Championship (2 fois) - avec Roger Kirby
- Georgia Championship Wrestling 
  - NWA Georgia Heavyweight Championship (1 fois)[12]
  - NWA Georgia Television Championship (1 fois)[13]
- International Wrestling Association
  - IWA International Heavyweight Championship (3 fois)
- Lutte Internationale (Montreal)
  - Canadian International Heavyweight Championship (1 fois)[14]
- Midwest Wrestling Federation
  - MWWF Heavyweight Championship (2 fois)[15]
- NWA All-Star Wrestling
  - NWA Canadian Tag Team Championship (Vancouver version) (2 fois) - avoir Dr. Jerry Graham] (1) et Armand Hussein (1)[16]
  - NWA World Tag Team Championship (Vancouver version) (1 fois) - avec Dr. Jerry Graham[17]
- NWA Detroit
  - NWA United States Heavyweight Championship (Detroit version) (1 fois)
  - NWA World Tag Team Championship (Detroit version) (1 fois) - avec Killer Tim Brooks
- NWA New Zealand
  - NWA New Zealand British Commonwealth Championship (1 fois)
- NWA Southwest
  - NWA Texas Hardcore Championship (1 fois)[18]
- National Wrestling Federation
  - NWF Heavyweight Championship (2 fois)[19]
  - NWF International Championship (1 fois)
- Pro Wrestling Illustrated
  - PWI ranked him # 54 of the 500 best singles wrestlers of the "PWI Years" in 2003[20]
- Stampede Wrestling
  - NWA Canadian Heavyweight Championship (Calgary version) (1 fois)[21]
  - Stampede North American Heavyweight Championship (6 fois)[22]
- Tokyo Pro Wrestling
  - TPW Tag Team Championship (1 fois) - avec Benkei
- World Class Wrestling Association
  - WCWA Brass Knuckles Championship (1 fois)
- World Wrestling Council 
  - WWC Caribbean Heavyweight Championship (2 fois)[23]
  - WWC Hardcore Championship (2 fois)
  - WWC North American Heavyweight Championship (2 fois)[24]
  - WWC Puerto Rico Heavyweight Championship (3 fois)[25]
  - WWC Universal Heavyweight Championship (3 fois)[26]
  - WWC World Heavyweight Championship (1 fois)[26]
- Hall of Fame
  - Membre du Wrestling Observer Hall of Fame (depuis 1996)[27]
  - Membre du WWE Hall Of Fame (depuis 2011)

## Filmographie

### Cinéma
- 1981 : Le Feu de la vengeance de Norifumi Suzuki